# Music by Prudence
Music by Prudence é um filme-documentário em curta-metragem estadunidense de 2010 dirigido e escrito por Roger Ross Williams. Conta a história da cantora e compositora zimbabuense Prudence Mabhena , então com 24 anos, e segue sua transcendência de um mundo de ódio e superstição para um mundo de música, amor e possibilidades. Venceu o Oscar de melhor documentário de curta-metragem na edição de 2011. O filme estreou na HBO em 12 de maio de 2010.

## Sinopse
Music by Prudence conta a história fortalecedora da luta de uma jovem que, junto com sua banda, supera dificuldades aparentemente intransponíveis e, com sua própria voz, transmite ao mundo que "deficiência não significa incapacidade".
A cantora e compositora zimbabuense Prudence Mabhena nasceu gravemente deficiente. A sociedade em que ela nasceu considera que as deficiências carregam a mancha da bruxaria. Por causa disso, muitas crianças deficientes são abandonadas. Mas Prudence e os sete jovens integrantes da banda que ela formou, chamada Liyana, todos deficientes, conseguiram superar estereótipos e inspirar as mesmas pessoas que antes os viam como uma maldição.